# Eleições parlamentares na Ucrânia em 2012
As eleições parlamentares ucranianas de 2012, após muitos indecisão, foram realizadas a 28 de outubro, e, serviram para eleger os 450 deputados para o parlamento do país.
Os resultados deram a vitória ao Partido das Regiões, partido de tendência pró-russa, do presidente Víktor Yanukóvytch, que conquistou, cerca de, 30% dos votos e 185 deputados. O partido da ex-primeira ministra, Yulia Tymoshenko, a União Pan-Ucraniana "Pátria", ficou-se pelos 25,6% dos votos e 101 deputados.
A Aliança Democrática Ucraniana pela Reforma, liderada pelo antigo boxer Vitali Klitschko, obteve um excelente resultado, conquistando 14% dos votos e 40 deputados.
Por fim, o Partido Comunista da Ucrânia obteve um excelente resultado, obtendo 13,2% dos votos e 32 deputados, e, o Svoboda, partido de extrema-direita nacionalista, conquistou um resultado surpreendente, conquistando 10,5% dos votos e 37 deputados.
Após as eleições, o Partido das Regiões formou um governo de minoria, liderado por Mykola Azarov, com apoio parlamentar do Partido Comunista da Ucrânia.

## Crise política (2008)
O presidente do país, Viktor Yushchenko, já havia dissolvido o Parlamento no dia 8 de outubro e antecipado as eleições, que deveriam ocorrer em 2009, após a crise política no país.
Durante uma reunião realizada com alguns deputados aliados, Yushchenko acusou a primeira-ministra Yulia Tymoshenko de colocar o país "à beira do abismo".

## Resultados Oficiais
| Partido                 | Partido                                    | Votos      | %     | +/-   | Deputados    | Deputados | Total     | +/-   |
| Partido                 | Partido                                    | Votos      | %     | +/-   | Proporcional | Distrito  | Total     | +/-   |
| ----------------------- | ------------------------------------------ | ---------- | ----- | ----- | ------------ | --------- | --------- | ----- |
|                         | Partido das Regiões                        | 6 116 815  | 30,00 | 4,37  | 72 / 225     | 113 / 225 | 185 / 450 | 10    |
|                         | União Pan-Ucraniana "Pátria"               | 5 208 930  | 25,55 | 5,16  | 62 / 225     | 39 / 225  | 101 / 450 | 55    |
|                         | Aliança Democrática Ucraniana pela Reforma | 2 847 878  | 13,97 | Novo  | 34 / 225     | 6 / 225   | 40 / 450  | Novo  |
|                         | Partido Comunista da Ucrânia               | 2 687 246  | 13,18 | 7,79  | 32 / 225     | 0 / 225   | 32 / 450  | 5     |
|                         | Svoboda                                    | 2 129 246  | 10,45 | 9,69  | 25 / 225     | 12 / 225  | 37 / 450  | 37    |
|                         | Ucrânia - Avante!                          | 322 202    | 1,58  | Novo  | 0 / 225      | 0 / 225   | 0 / 450   | Novo  |
|                         | Nossa Ucrânia                              | 226 482    | 1,11  | 13,04 | 0 / 225      | 0 / 225   | 0 / 450   | 72    |
|                         | Partido Radical de Oleh Lyashko            | 221 136    | 1,08  | Novo  | 0 / 225      | 1 / 225   | 1 / 450   | Novo  |
|                         | Centro Unido                               | N/D        | N/D   | Novo  |              | 3 / 225   | 3 / 450   | Novo  |
|                         | Partido Popular                            | N/D        | N/D   | N/D   |              | 2 / 225   | 2 / 450   | 18    |
|                         | União                                      | N/D        | N/D   | N/D   |              | 1 / 225   | 1 / 450   | 1     |
|                         | Independente                               | N/D        | N/D   | Novo  |              | 43 / 225  | 43 / 450  | Novo  |
|                         | Outros                                     | 627 424    | 3,07  |       | 0 / 225      | 0 / 225   | 0 / 450   |       |
| Votos Inválidos         | Votos Inválidos                            | 409 068    | 1,97  | 0,35  |              |           |           |       |
| Total                   | Total                                      | 20 759 472 | 100   |       | 225 / 225    | 225 / 225 | 450 / 450 |       |
| Eleitorado/Participação | Eleitorado/Participação                    | 32 797 890 | 57,99 | 4,03  |              |           |           |       |
| Fonte                   | Fonte                                      | [ 6 ]      | [ 6 ] | [ 6 ] | [ 6 ]        | [ 6 ]     | [ 6 ]     | [ 6 ] |